# Bonaventura Puig Perucho
Bonaventura Puig i Perucho (Barcelona, 16 de març de 1886 - Sant Pere de Ribes, 9 de gener de 1977) fou un pintor català.

## Biografia
Bonaventura Adolf Narcís Puig i Perucho va néixer al carrer Passeig de la Duana de Barcelona, inicialment inscrit com a fill de pare desconegut i amb els cognoms de la mare, Adolfina Perucho Garcia, de Barcelona. Fou després reconegut i els seus cognoms van canviar oficialment a Puig i Perucho. Va ser el segon fill d'Adolfina Perucho amb el nom Bonaventura, prèviament havia nascut Bonaventura Adolf i Cristòfor Perucho i Garcia, l'any 1883.
Com a pintor es va formar a l'Escola de Belles Arts. Viatjà a París amb Modest Urgell, s'hi instal·la durant vuit anys. S'especialitzà en el paisatge impressionista, les seves pintures recorden les de Corot. Exposà a Barcelona des del 1911, sovint a la sala La Pinacoteca (1933, 1935 i 1936) i fou premiat a les Nacionales de Madrid del 1920 i del 1924. També escrigué un tractat pedagògic La pintura de paisaje (1948).